# Al Shahaniya (municipi)
Al Shahaniya (àrab: الشحانية, ax-Xaḥāniyya) és un dels vuit municipis o baladiyyes que formen l'Estat de Qatar. La seva capital i ciutat més poblada és Al Shahaniya.

## Història
El 2014, Al-Shahaniya es va separar del municipi d'Ar Rayyan per formar el seu propi municipi. Integrant aproximadament el 35% de l'àrea d'Ar Rayyan al nou municipi, algunes de les localitats occidentals de l'esmentat municipi com Al Gharbia, Al Utouriya, Al Jemailiya, Umm Bab, Rawdat Rashed, Al Nasraniya, Dukhan i Al Khurayb també van ser incloses al nou municipi.